# Frandovínez
Frandovínez település Spanyolországban, Burgos tartományban. Frandovínez Rabé de las Calzadas, Revilla del Campo, Buniel, Cavia és Estépar községekkel határos. Lakosainak száma 96 fő (2024).

## Népesség
A település népessége az utóbbi években az alábbiak szerint változott:
| Lakosok száma | 99   | 92   | 125  | 109  | 105  | 98   | 92   | 94   | 97   | 96   |
|               | 2001 | 2004 | 2006 | 2009 | 2011 | 2014 | 2016 | 2019 | 2021 | 2024 |